# Reull Vallis
Reull Valles ist ein ehemaliger Ausflusskanal auf dem Mars und erstreckt sich durch die Berge von Promethei Terra im Hochland auf der Südhalbkugel. Es ist etwa 1050 km lang und wurde nach dem Wort „Planet“ auf goidelisch benannt.